# پیرمردهای بد اخلاق (فیلم)
پیرمردهای بد اخلاق (به انگلیسی: Grumpy Old Men) یک فیلم کمدی رمانتیک آمریکایی محصول سال ۱۹۹۳ به کارگردانی دونالد پتری با بازی جک لمون و والتر ماتائو است، که نقش همسایگان متخاصم مکس گلدمن و جان گوستافسون را بازی می‌کنند.
دنباله این فیلم با عنوان پیرمردهای بد اخلاق‌تر در سال ۱۹۹۵ منتشر شد.